# Heidebroek-Bau

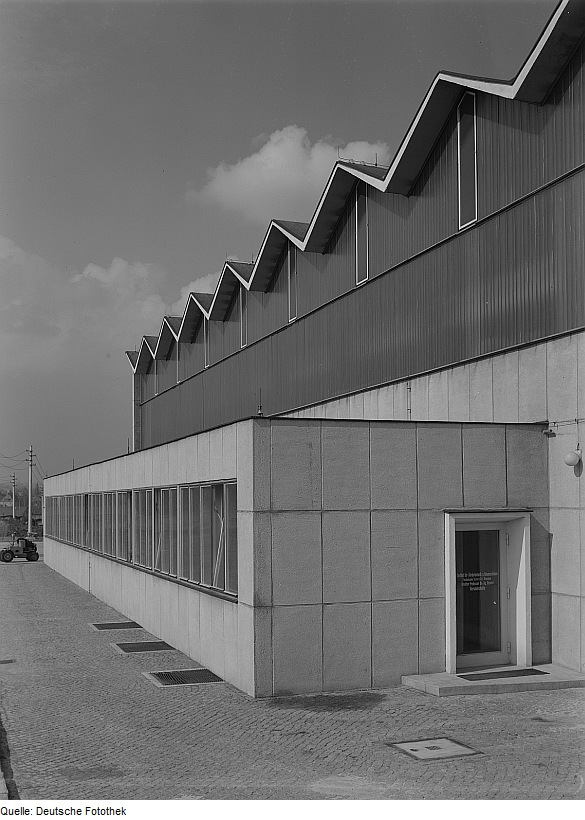
Heidebroek-Bau

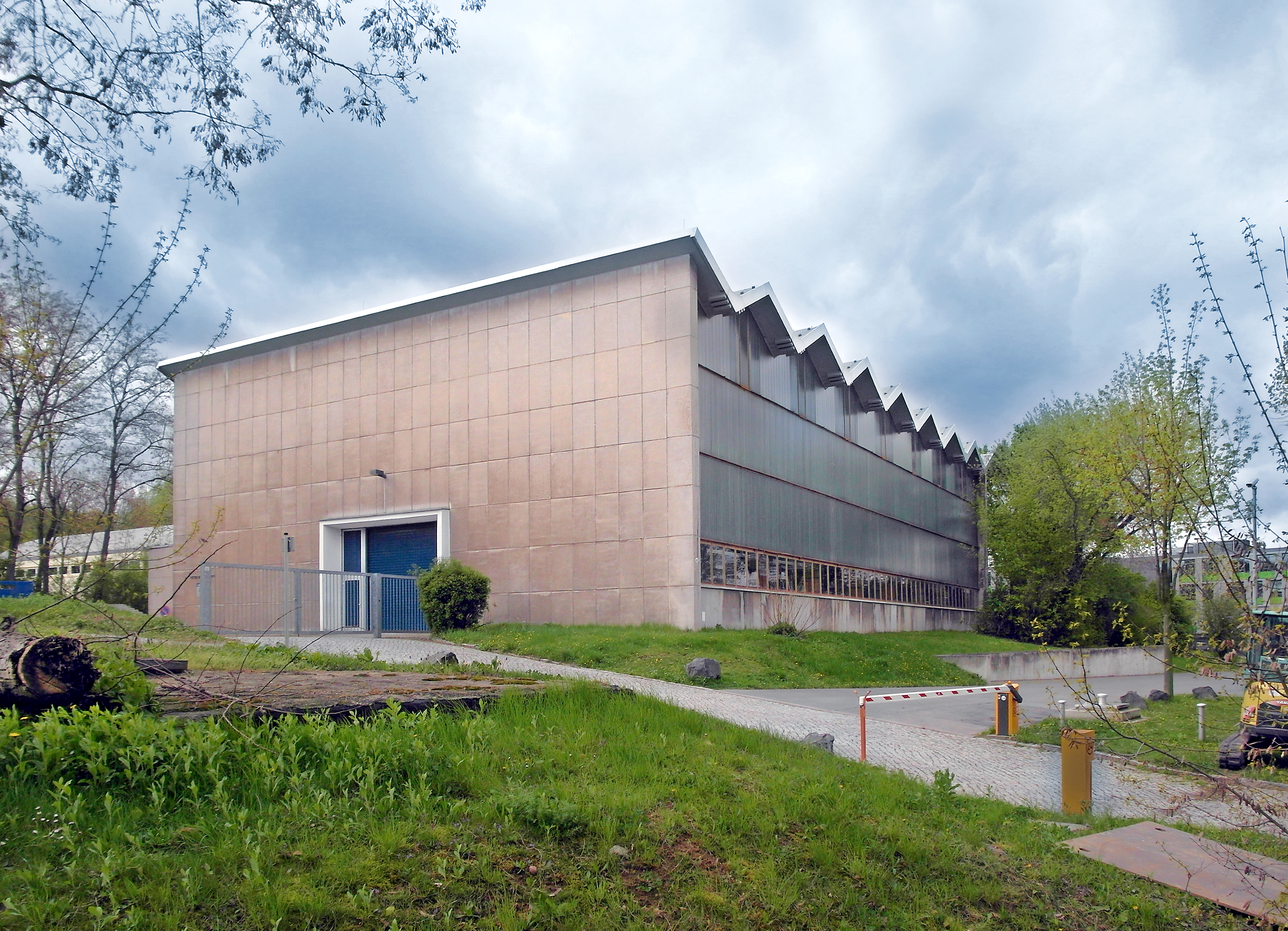
Heidebroek-Bau (2017)

Der Heidebroek-Bau an der Nöthnitzer Straße 62 in Dresden gehört zur TU Dresden und war früher die Versuchshalle des Instituts für Fördertechnik.

## Beschreibung
Das Gebäude wurde 1956/58 mit einer Nutzfläche von 1200 Quadratmetern von Fritz Schaarschmidt, Jürgen Jüchser (Projekt), Paul Mlosch und Claus Hoffmann (Konstruktion) errichtet. Der Hallenbaukörper wurde als monolithischer Stahlbetonbau aus Fertigteilen mit Faltwerkdach konzipiert. Es hat eine Stützweite von 24 m mit einer Fassade aus Copilit-Profil-Verglasung. Der Heidebroek-Bau reiht sich damit in die Nachfolge anderer Dresdner Bauten mit bemerkenswerten Dachkonstruktionen ein, wie der Schwimm- und Sprunghalle Freiberger Platz oder des Ruderzentrums Blasewitz (sog. „Bildzeichenarchitektur“).
Es wurde nach Enno Heidebroek, Professor für Maschinenkunde und Fördertechnik und von 1945 bis 1947 Rektor der TH Dresden, benannt. Der Bau beherbergt heute die Versuchshalle für das Institut für Technische Logistik und Arbeitssysteme und das Institut für Verarbeitungsmaschinen und mobile Arbeitsmaschinen.